# ヴャチェスラフ・ダイェフ
ヴャチェスラフ・エフゲーニエヴィチ・ダイェフ（ロシア語: Вячеслав Евгеньевич Даев、1972年9月6日- ）は、現ロシア・トゥーラ州、トゥーラ出身の元サッカー選手、サッカー指導者。現役時代のポジションはDF。

## 来歴

### クラブ
1972年、現ロシアのトゥーラ州の州都トゥーラで生まれ、ズナーミャ・トゥーラでキャリアを始めた。長らく下位または中堅クラブに所属して、1999年にFCトルペド・モスクワへ移籍を果たす。トルペド在籍中の3シーズンでは10位台で推移していたクラブを4位、3位、4位という順位に引き上げ好成績を残す。この事がキッカケとなりロシア代表に招集された。2003年にFCシンニク・ヤロスラヴリに移籍をして、2004年に同クラブで現役引退をした。

### 代表
2001年9月1日、2002 FIFAワールドカップ・ヨーロッパ予選のスロベニア戦でロシア代表デビューをした。スタメンで出場したダイェフであったが、後半90分、相手のCKの時に手で妨害したとして反則を取られスロベニアにPKが与えられた。そのPKで勝ち越しゴール(2-1)を決められそのまま試合は終了したが、この審判の判断はロシア国内で物議を醸す事になった。
2002 FIFAワールドカップではロシア代表として選出されたが怪我により出場する事は無く帰国。2002年8月27日、スウェーデン代表との試合がロシア代表での最後の試合となった。
ロシア代表では8試合に出場をした。

### 指導者
2007年、FCトルペド・モスクワで監督をしていたゲオルギー・ヤルツェフが解任された為に暫定監督として指揮を執り指導者の道を歩む。2008-2009では正式に監督として就任をした。

## 所属クラブ
- ズナーミャ・トゥーラ 1991
- FCイスクラ・スモレンスク 1992
- FCクリスタル・スモレンスク 1993–1994
- クリリヤ・ソヴェトフ・サマーラ 1995
- FCバルチカ・カリーニングラード 1996–1998
- FCトルペド・モスクワ 1999–2001
- PFC CSKAモスクワ 2002
- FCシンニク・ヤロスラヴリ 2003–2004

## 代表歴

### 出場大会
- ロシア代表
  - 2002 FIFAワールドカップ

### 試合数
- 国際Aマッチ 8試合 0得点（2001年-2002年）[1]

| ロシア代表 | 国際Aマッチ | 国際Aマッチ |
| 年         | 出場        | 得点        |
| ---------- | ----------- | ----------- |
| 2001       | 3           | 0           |
| 2002       | 5           | 0           |
| 通算       | 8           | 0           |